# Novo México durante a Segunda Guerra Mundial
A história de Novo México durante a Segunda Guerra Mundial é caracterizada por mudanças permanentes em sua economia, sociedade e política. O estado teve um papel central no esforço de guerra americano, contribuindo com um número desproporcionalmente alto de militares e recursos naturais; além disso, sediou os locais onde a primeira arma nuclear do mundo foi projetada, desenvolvida e testada.
Quando os Estados Unidos entraram na Segunda Guerra Mundial, em dezembro de 1941, o estado do Novo México havia sido criado há apenas três décadas e era, em grande parte, marginal nos assuntos nacionais. Sua população reduzida, o isolamento e a geografia mostraram-se idealmente adequados para bases militares secretas e laboratórios científicos - principalmente em Los Alamos, que realizou as pesquisas nucleares avançadas que levaram à criação da bomba atômica. O Novo México também abrigou várias instalações militares, desde instalações de treinamento até hospitais militares, bem como vários campos para prisioneiros de guerra e internos japonês-americanos.
A Segunda Guerra Mundial teve um efeito transformador imediato e duradouro no Novo México. O investimento governamental ensejou um crescimento econômico e demográfico sem precedentes, com a população pré-guerra do estado de 530.000 quase dobrando para 950.000 até 1960. A economia predominantemente agrária do Novo México, antes da guerra, se tornou mais industrializada, e sua população em grande parte rural se tornou cada vez mais urbana. Muitas das instalações militares e científicas construídas durante a guerra permanecem ativas e estrategicamente valiosas até hoje; o desenvolvimento de tecnologia militar moderna durante a guerra promoveu uma relação única e contínua entre o Novo México, o governo federal e a comunidade científica.